# Richard Mentor Johnson
Richard Mentor Johnson (17. října 1781, Beargrass Creek, Kentucky – 19. listopadu 1850, Frankfort, Kentucky) byl 9. viceprezidentem Spojených států amerických ve vládě Martina Van Burena.

## Život
V roce 1806 vstoupil do Kongresu USA. Ve válce 1812 vedl kentucký pluk jízdních střelců a v bitvě u Thames River údajně zabil Tecumseha. Byl senátorem (1819–1829), kongresmanem (1829–1837). Byl zvolen 9. viceprezidentem USA za Demokratickou stranu ve vládě prezidenta Van Burena
od 4. března 1837 do 4. března 1841. Byl jediným viceprezidentem zvoleným pomocí senátního hlasování.